# Westendorf (Melle)
Westendorf ist ein Ortsteil der Stadt Melle im Landkreis Osnabrück in Niedersachsen. Der Ort bildete bis 1970 eine Gemeinde im damaligen Landkreis Melle und gehört heute zum Meller Stadtteil Riemsloh.

## Geographie
Westendorf besitzt keinen Dorfkern, sondern besteht aus westlich des Ortskerns von Riemsloh verstreut liegenden Einzelhöfen.

## Geschichte
Die Bauerschaft Westendorf gehörte bis zu den Napoleonischen Kriegen zum Amt Grönenberg des Hochstifts Osnabrück. Von 1807 bis 1810 gehörte Westendorf zum Kanton Neuenkirchen des napoleonischen Satellitenstaats Königreich Westphalen. Von 1811 bis 1813 gehörte der Ort unmittelbar zu Frankreich und dort zur Mairie Riemsloh im Arrondissement Osnabrück des Departements der Oberen Ems. 1814 kam Westendorf zum Königreich Hannover und bildete dort eine Gemeinde im Amt Grönenberg. 1867 fiel Westendorf mit dem gesamten Königreich Hannover an Preußen und seit 1885 gehörte die Gemeinde zum Landkreis Melle. Innerhalb des Landkreises Melle gehörte die Gemeinde zur Samtgemeinde Riemsloh-Hoyel. Am 1. Januar 1970 wurde Westendorf in der ersten Phase der Gebietsreform in Niedersachsen in die Gemeinde Riemsloh eingegliedert. Diese wiederum wurde am 1. Juli 1972 Teil der Stadt Melle.

## Einwohnerentwicklung
| Jahr | Einwohner | Quelle |
| ---- | --------- | ------ |
| 1845 | 311       | [ 2 ]  |
| 1871 | 249       | [ 3 ]  |
| 1910 | 271       | [ 4 ]  |
| 1939 | 224       | [ 5 ]  |
| 1950 | 311       | [ 6 ]  |
| 1961 | 222       | [ 6 ]  |

## Baudenkmale
In Westendorf sind mehrere Bauwerke denkmalgeschützt:
- Ein Hofgebäude an der Riemsloher Straße 120
- Ein Hofgebäude am Lindenfeld 3
- Ein Klause an der Gabelung Lindenfeld / Riemsloher Straße